# Fast on the Draw
Fast on the Draw è un film del 1950 diretto da Thomas Carr.
È un western statunitense ambientato nel 1871 con James Ellison, Russell Hayden, Raymond Hatton, Fuzzy Knight e Julie Adams.

## Produzione
Il film, diretto da Thomas Carr su una sceneggiatura di Ron Ormond e Maurice Tombragel e un soggetto di Richard Martinsen (quest'ultimo non accreditato), fu prodotto dallo stesso Ormond per la Lippert Pictures e girato nel Jack Ingram Ranch a Woodland Hills, Los Angeles, California, da inizio a metà dicembre 1949. Il titolo di lavorazione fu West of Brazos.

## Distribuzione
Il film fu distribuito negli Stati Uniti dal 30 giugno 1950 al cinema dalla Lippert Pictures. È stato distribuito anche in TV con il titolo Sudden Death.
Altre distribuzioni:
- in Danimarca il 10 gennaio 1957

## Promozione
La tagline è: SUDDEN DEATH At Their Hips!.